# Douglas Herrick
Douglas Herrick (n. Seattle, Estados Unidos, el 2 de junio de 1989) es un futbolista guaminense nacido en los Estados Unidos que actualmente juega para el Rovers FC  de la Liga de fútbol de Guam y para la selección de fútbol de Guam.

## Clubes
| Club                           | País           | Año    |
| ------------------------------ | -------------- | ------ |
| Saint Mary's Gaels             | Estados Unidos | 2008   |
| Washington Crossfire           | Estados Unidos | 2010   |
| Seattle Sounders U-23          | Estados Unidos | 2012   |
| Seattle Sounders Football Club | Estados Unidos | 2013   |
| Charlotte Eagles               | Estados Unidos | 2014   |
| Seattle Sounders sub-23        | Estados Unidos | 2015   |
| Rovers FC                      | Guam           | 2016 - |

## Selección nacional
| Temporada | País | Partidos | Goles |
| --------- | ---- | -------- | ----- |
| 2012      | Guam | 7        | 0     |
| 2013      | Guam | 3        | 0     |